# Howelsen Hill
Howelsen Hill est un tremplin de saut à ski situé à Steamboat Springs.

## Histoire
Convaincu de s'installer à Steamboat Springs par Marjorie Perry, Carl Hovelsen organise un festival d'hiver en février 1914. Un tremplin provisoire est installé pour cet événement et la compétition de saut est un grand succès. L'hiver suivant, il décide de construire un tremplin permanent,,. En 1915, le Steamboat Springs Winter Sports Club (en) est également crée afin d'organiser le festival et d'entraîner des jeunes skieurs.
En 1916, Ragnar Omtvedt bat le record du monde de saut à ski sur le tremplin,. Il réalise un saut à 58,5 mètres,. Il bat le précédent record de 4,5 mètres,. L'hiver suivant,  Henry Hall, originaire de Détroit mais membre du club de Steamboat Springs réalise deux sauts à 61,9 mètres,. Il est le premier athlète né aux États-Unis à établir ce record. Henry Hall est porté par la foule jusqu'à son hôtel. En 1919, le tremplin est agrandi afin d'essayer de battre ce record. Finalement, cela ne sera pas le cas et le record sera battu sur le Haugen Hill (en) puis sur le Tremplin Nels Nelsen,.
À la fin des années 30 et au début des années 40, le tremplin est totalement rénové afin de devenir un K 90. Lors des Jeux olympiques d'hiver de 1976, Steamboat Springs était prévu pour accueillir les épreuves de ski de fond, biathlon, saut à ski et de combiné nordique mais les protestations des habitants. Cependant, la contestation populaire est importante et le tremplin est brûlé par les opposants aux Jeux olympiques. Finalement, un référendum oblige le comité d'organisation à renoncer à l'organisation de cette compétition,. Dans l'hypothèse d'une candidature de Denver pour les Jeux olympiques d'hiver de 2026 ou de Jeux olympiques d'hiver de 2030, Howelsen Hill pourrait être un site olympique.

## Description des tremplins
Le site compte un HS40 et un HS69 qui peuvent être utilisé toute l'année. Il est envisagé la construction d'un HS 112.

## Compétitions et records
En 1916, Ragnar Omtvedt bat le record du monde sur le tremplin lors du festival d'hiver. L'année suivante, un athlète local, Henry Hall, bat ce record avec un saut à 62,2 mètres. En 1950, le record du tremplin et celui des États-Unis sont battus lors du festival quatre fois le même jour dont deux fois par Gordon Wren. Merrill Barber porte le record à 305 pieds. Mais Art Devlin le bat à son tour et porte le record à 307 pieds. En 1951, Ansten Samuelstuen bat ce record et le porte à 316 pieds,.Ce record tient douze ans avant d'être battu par Gene Kotlarek (en). Le dernier record des États-Unis réalisé sur le tremplin a été établi en 1978 par Jim Denney qui a sauté à 354 pieds.
Le tremplin a accueilli des épreuves de coupe du monde de combiné nordique jusqu'en 2001. Depuis 2018, il accueille des compétitions de la coupe continentale.
Le tremplin est utilisé par le Steamboat Springs Winter Sports Club (en) qui compte en 2020 environ 140 enfants en saut à ski et combiné nordique.